# Dolby NR
Dolby NR (Dolby Noise Reduction) — сімейство нелінійних компандерних систем шумопониження, розроблених під керівництвом Рея Долбі фірмою «Dolby Laboratories, Inc.». З кінця 1960-х років широко поширене як у професійному, так і в аматорському аналоговому звукозапису.
Першою системою була Dolby A , чотирьохдіапазонна система, що забезпечувала близько 10 дБ підвищення відношення сигнал/шум.
Однодіапазонна система Dolby B (яка за відсутності підтримки магнітофоном інших систем часто позначається як Dolby NR або просто Dolby) була широко поширена як на касетних (де вона є стандартом де-факто для якісних апаратів), так і на котушкових магнітофонах. Вона забезпечує підвищення співвідношення сигнал/шум до 10 дБ на високих частотах.
Двохдіапазонна Dolby C дає підвищення до 20 дБ, і близько 5 дБ на низьких частотах. Вона також дозволяє збільшити рівень запису ВЧ сигналу. З цієї причини Dolby C і Dolby S краще підходять для запису фонограм з великим відсотком ВЧ-складових.

## Dolby SR (Spectral Recording)
Після розробки інноваційної професійної Dolby SR в 80-ті роки була створена на її основі Dolby S, що стала вершиною систем компандерного шумопониження для високоякісного касетного запису. Магнітофони, обладнані цією системою, повинні відповідати більш суворим специфікаціям за якістю, ніж стандарти Hi-Fi, такі як DIN 45500, і зазвичай є вищими моделями в лінійці виробника. Dolby S дає збільшення C/Ш приблизно на 24 дБ. За відсутності на магнітофоні експандера Dolby S, фонограму найкраще відтворювати з включеним експандером Dolby B.
Всі системи шумопониження  Dolby є сумісними — запис, зроблений з їх застосуванням, можна прослуховувати на магнітофоні, що не обладнаний цією системою, хоча і з деякою втратою якості звучання. Як правило, магнітофони, не обладнані Dolby NR, мають погані АЧХ, і підйом ВЧ при запису з компандерній системі оживляє звук, відтворений на них. За цим параметром вони перевершують системи DBX .
Але все сімейство Dolby NR є нелінійним, тобто залежним від точного калібрування рівня запису/ відтворення на магнітофоні для правильного відтворення звуку. За цим параметром вони поступаються лінійним системам типу DBX, для яких це неважливо.
Play Trim, система розроблена фірмами NAD і YAMAHA, використовується також на магнітофонах AIWA. Призначена для регулювання рівня високочастотних складових сигналу при відтворенні перед подачею на експандер Dolby. Дозволяє скорегувати втрати сигналу в тракті з різних причин і більш «вірно» (якісно) відтворювати записи, зроблені на магнітофоні з іншим рівнем Dolby . Аналогічна калібруванню рівня відтворення (Play EQ , PB EQ) .
Рівень (калібрування) Dolby — рівень сигналу, при якому компресор і експандер не здійснюють ніякої корекції. Стандартом є рівень намагніченості 200 нВб/м на частоті 400 Гц. На індикаторі Hi-Fi магнітофонів позначається символами «double - D». На старих деках рівень відповідав приблизно +3 дБ індикатора потужності запису , зараз -2 дБ. Правильна калібрування рівня запису необхідна для коректної роботи як компресора, так і експандера Dolby. На жаль , вона можливо тільки на якісних магнітофонах , оснащених калібруванням (а не тільки регулюванням) рівня запису після проходження сигналу через кодер Dolby (Rec EQ) для компенсації відмінної від одиничної чутливості стрічки.
MPX-filter — режекторний фільтр (фільтр-пробка), вирізує пілот-тон радіопередачі FM діапазону на частоті 19 кГц для запобігання збоїв компресора Dolby. Застосовується тільки для запису FM- радіопередач при включеній системі Dolby.